# Justinus Albrecht
Justinus Albrecht OSB (* 5. November 1876 in Wehingen als Vitus Albrecht; † 10. November 1956) war ein deutscher römisch-katholischer Ordensbruder.

## Leben
Nach der Profess am 23. April 1900 im Emmauskloster und der Priesterweihe am 22. September 1906 studierte er Philosophie und Theologie. Er war Mitglied des theologischen Gelehrtenkollegiums Prag. Im Kloster Grüssau war er Subprior, Prior, Exerzitienleiter und philosophisch-theologisch Vortragsredner. Von 1945 bis 1956 war er Spiritual in der Abtei St. Erentraud (Kellenried).

## Schriften (Auswahl)
- Gott mit uns. Theologie und Aszese des allerheiligsten Altarssakramentes. Freiburg im Breisgau 1912, OCLC 781173790.
- Die Gottesmutter. Theologie und Aszese der Marienverehrung. Freiburg im Breisgau 1913, OCLC 781173794.
- Pius X. und das christliche Leben „Ignis ardens“. München 1936, OCLC 1183848107.
- Der heilige Pius X. Eines großen Papstes unserer Tage Leben und Werk. Klosterneuburg bei Wien 1954, OCLC 20626722.